# Callcosma gracillima
Espèce
Callcosma gracillima est une espèce d'opilions laniatores de la famille des Nomoclastidae.

## Distribution
Cette espèce se rencontre en Équateur, en Colombie en Amazonas et au Brésil en Amazonas.

## Description
La femelle holotype mesure 3 mm.
Le mâle décrit par Pinto-da-Rocha et Bragagnolo en 2017 mesure 2,6 mm et la femelle 2,0 mm.

## Systématique et taxinomie
Cette espèce a été décrite par Roewer en 1932.

## Publication originale
- Roewer, 1932 : « Weitere Weberknechte VII (7. Ergänzung der: "Weberknechte der Erde", 1923) (Cranainae). » Archiv für Naturgeschichte, (N.F.), vol. 1, p. 275–350.